# Koleśniki
Koleśniki [kɔlɛɕˈniki] (deutsch Kolleschnicken, 1938–1945 Jürgenau) ist ein zur Gemeinde Kalinowo (Kallinowen, 1938 bis 1945 Dreimühlen) zählendes Dorf im nordöstlichen Masuren in der polnischen Woiwodschaft Ermland-Masuren, Powiat Ełcki (Kreis Lyck).

## Geographische Lage
Das Dorf befindet sich vier Kilometer südöstlich der Ortschaft Kalinowo  abgehend von der weiter nach Augustów führenden Fernstraße 16.

## Geschichte
Kolleschnicken entstand 1468 als Handfeste des Deutschen Ordens. In diesem Jahr verkaufte der Pfleger zu Lyck Walter von Kökeritz an „Jürgen und Jan Lithaw eynen Dinst bey Pohibel“ und an „Jan Ruski und Greger Lithaw 2 Dinste bey Pohibels Gutter“, was die erste urkundliche Erwähnung und Gründung des Ortes darstellt. Der Ortsname selber ist baltischer Herkunft. Ein gleichlautendes Kolesniki befindet sich ebenso im benachbarten Litauen, wo auch die ersten Lokatoren herkamen.
1656 fielen die mit Polen verbündeten Tataren in weite Teile Masurens ein, wobei Kolleschnicken stark zerstört wurde. Im Bericht des Lycker Amtshauptmanns von Auer heißt es dazu über die Schadensbilanz:

„Colleschnigken 15 Hufen, 6 Gehöft verbrannt, 6 stehet, Acker über Winter besät, alles Vieh und Pferde bis aufs Stück Vieh und 1 Pferd fort, 15 Personen weggetrieben, 1 Kind verbrannt.“

Mit der preußischen Gebietsreform vom 27. Mai 1874 gehörte Kolleschnicken als Landgemeinde zum Amtsbezirk Dluggen (polnisch Długie) im Landkreis Lyck, der die Gemeinden Burnien, Dluggen, Dlugoniedziellen, Duttken, Gronsken, Kolleschnicken, Krzysewen, Prawdzisken und Romanowen und dem Gutsbezirk Imionken umfasste.
1908 erfolgte die Umgliederung der Landgemeinden Burnien, Dluggen, Kolleschnicken, Krzysewen und Prawdzisken in den Amtsbezirk Kallinowen (1938 bis 1945: Amtsbezirk „Dreimühlen“, polnisch Kalinowo).
Am 1. Dezember 1910 waren in Kolleschnicken 197 Einwohner registriert.
Aufgrund der Bestimmungen des Versailler Vertrags stimmte die Bevölkerung im Abstimmungsgebiet Allenstein, zu dem Kolleschnicken gehörte, am 11. Juli 1920 über die weitere staatliche Zugehörigkeit zu Ostpreußen (und damit zu Deutschland) oder den Anschluss an Polen ab. In Kolleschnicken stimmten 120 Einwohner für den Verbleib bei Ostpreußen, auf Polen entfiel keine Stimme.
1933 sind in Kolleschnicken noch 189 Einwohner verzeichnet.
Kolleschnicken wurde am 16. Juli 1938 im Zuge der massiven Eindeutschung masurischer Ortsnamen baltischer oder slawischer Herkunft in „Jürgenau“ umbenannt. Zugrunde gelegt wurde dabei der Vorname jenes Lokators Jürgen Lithaw, der 1468 mit seinem Bruder und weiteren mit der Gründung des Ortes beauftragt wurde.
1939 hatte Jürgenau 175 Einwohner.
Nach Ende des Zweiten Weltkrieges 1945 fiel das zum Deutschen Reich (Ostpreußen) gehörende Jürgenau an Polen. Die ansässige deutsche Bevölkerung wurde, soweit sie nicht geflüchtet war, nach 1945 größtenteils vertrieben bzw. ausgesiedelt und neben der angestammten masurischen Minderheit durch Neubürger aus anderen Teilen Polens ersetzt. Der Ort Jürgenau wurde in der polnischen Schreibweise des historischen Ortsnamens in „Koleśniki“ umbenannt.
Von 1975 bis 1998 gehörte Koleśniki zur damaligen Woiwodschaft Suwałki, kam dann 1999 zur neu gebildeten Woiwodschaft Ermland-Masuren. Heute ist Koleśniki Sitz eines Schulzenamtes (polnisch Sołectwo) und somit eine Ortschaft im Verbund der Gmina Kalinowo.

## Religionen
Bis 1945 war Kolleschnicken resp. Jürgenau in die evangelische Kirche Prawdzisken (1934 bis 1945 Reiffenrode, polnisch Prawdziska) in der Kirchenprovinz Ostpreußen der Kirche der Altpreußischen Union sowie in die römisch-katholische Kirche St. Andreas ebendort im damaligen Bistum Ermland eingepfarrt.
Katholischerseits gehört Koleśniki auch heute zur Kirche Św. Andrzeja Apostoła in Prawdziska, jetzt im Bistum Ełk der Römisch-katholischen Kirche in Polen gelegen. Die evangelischen Einwohner halten sich zur Kirchengemeinde in der Kreisstadt Ełk (Lyck), einer Filialgemeinde der Pfarrei in Pisz (Johannisburg) in der Diözese Masuren der Evangelisch-Augsburgischen Kirche in Polen.